# Genneperhuis

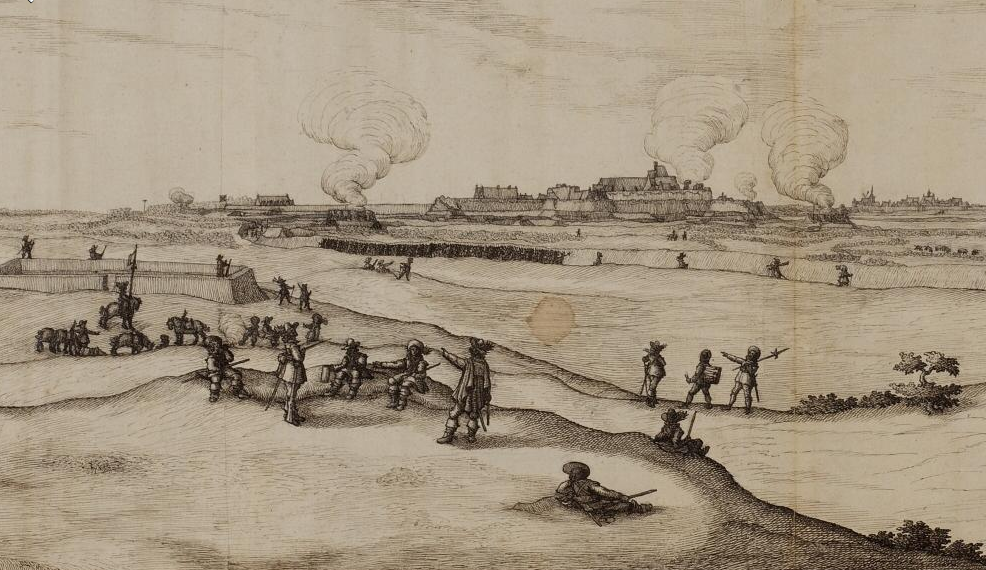
Het beleg van het Genneperhuis 1641

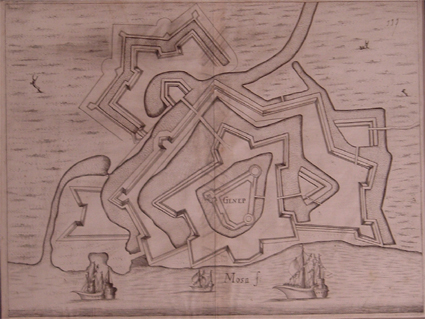
Bovenaanzicht, ets van Geraldo Priorato, 1673

Het Genneperhuis was een burcht en versterkte vesting aan de monding van de Niers in de Maas nabij het stadje Gennep in de buurt van Milsbeek. Tot 2009 was er zelfs nauwelijks nog sprake van een ruïne, slechts de kroonwerken en verhogingen in het landschap geven nog een impressie van de omvang. Het gebied heeft de status van beschermd monument.

## Geschiedenis
Waarschijnlijk is de basis van de burcht een Romeinse fortificatie. Dit vermoeden wordt bevestigd door de gunstige ligging; de twee rivieren en een doorwaadbare plaats in de Niers, waar zowel een weg zuid-noord als oost-west elkaar kruisten. Anderzijds heeft de ligging bijgedragen tot het verval, omdat het bouwwerk slecht te wapenen was tegen het winterse hoogwater en vooral de daaropvolgende ijsgang.
Lange tijd bood het kasteel thuis aan de zogenoemde Heren van Gennep. Zo werd ook de H. Norbertus rond 1080 uit deze adellijke familie geboren, maar ook Jutta van Gennep, de eerste abdis van het Klooster 's-Gravendaal bij Asperden, en Willem van Gennep, de aartsbisschop van Keulen (1349-1362) kwamen uit het Gennepse geslacht van het kasteel voort. De Heren van Gennep stierven uit en na een kort heerschap van de Hertogen van Gelre begon vanaf de 14de eeuw de invloed van Kleef sterker te worden. In 1442 werd het uiteindelijk verkocht aan de Hertog van Kleef.
Tijdens de Nederlandse Opstand kende het Genneperhuis verschillende bezetters: eerst de Staatsen, waarna de Spanjaarden het veroverden in 1599, waarop het in 1602 weer door de Staatsen heroverd werd. In 1635 namen de Spanjaarden het weer over en versterkten het weer, maar in 1641 werd na het Beleg van Gennep door stadhouder Frederik Hendrik de burcht weer verlaten. Bij de Vrede van Münster en Osnabrück werden het Genneperhuis én de stad Gennep aan Brandenburg, feitelijk het Kleefse, toegewezen.
Vervolgens kwamen de Franse troepen nog tweemaal: zowel in 1672 als tijdens de Spaanse Successieoorlog namen zij bezit van het kasteel. De laatste bezetting betekende ook het einde. In 1710 verwoestten de Fransen de burcht. Het vrijgekomen steen gebruikte men voor huizenbouw in de stad Gennep en ter versterking van de Maasoevers.

## Restauratie

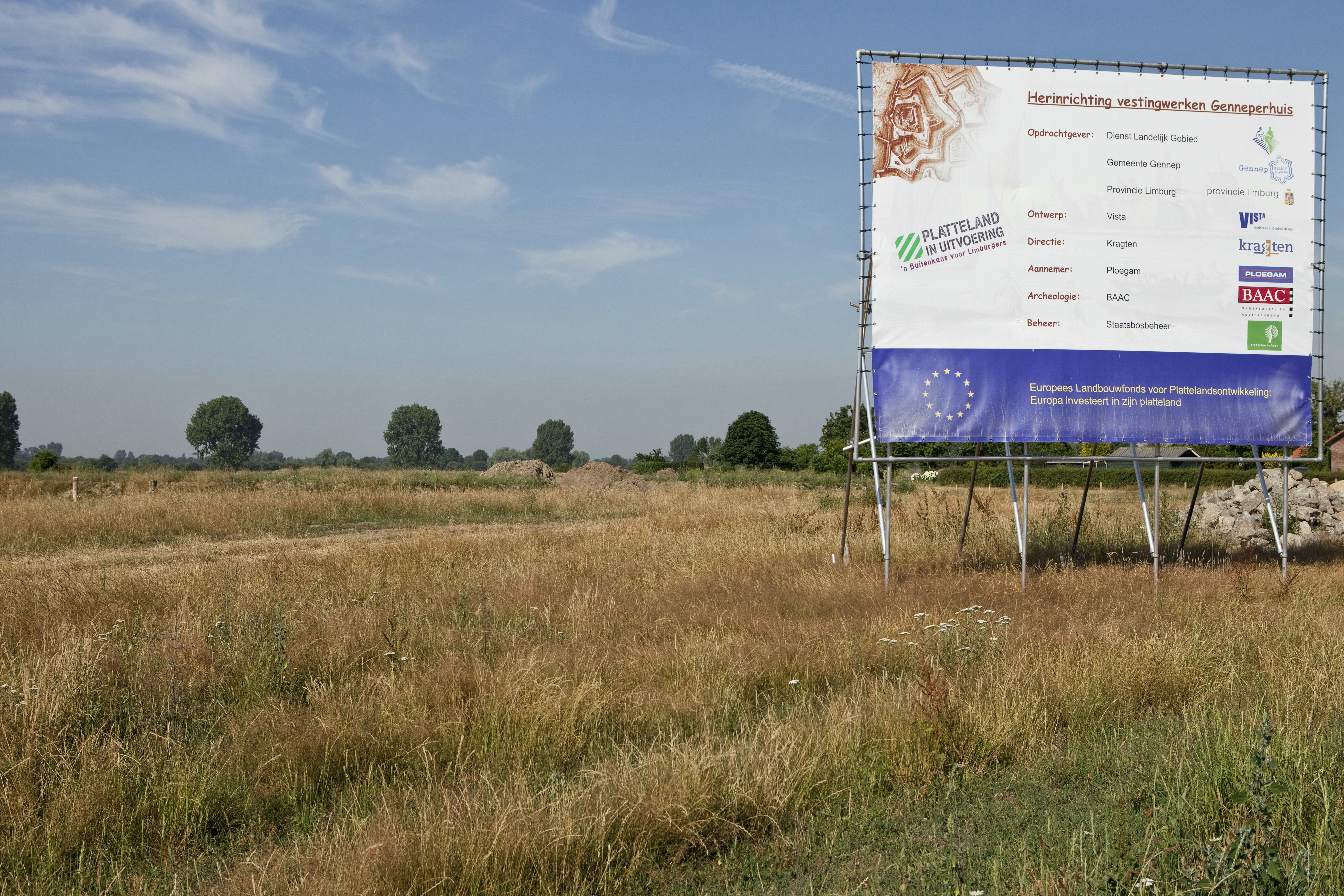
Overzicht van het landschap met informatiebord

In 2009 werd een begin gemaakt met een gedeeltelijke reconstructie rondom de kasteelruïne en werden kroonwerken en grachten weer zichtbaar gemaakt. Tevens werden ter hoogte van de Bloemenstraat proefsleuven gegraven om inzicht te verschaffen in archeologische bijzonderheden. De werkzaamheden werden in 2010 afgerond en het gebied is nu toegankelijk als toeristische bezienswaardigheid. Er werden vijf loopbruggen op de funderingen gelegd en tevens werd er een brug over de Niers geplaatst.